# Kenny Davern
Kenny Davern (rodným jménem John Kenneth Davern; 7. ledna 1935 Huntington, New York, USA – 12. prosince 2006 Sandia Park, Nové Mexiko) byl americký klarinetista. 
Pro kariéru jazzového klarinetisty se rozhodl, když poprvé viděl Pee Wee Russella; na klarinet začal hrát v jedenácti letech. Roku 1954 nastoupil do skupiny Jacka Teagardena a v roce 1958 vydal první album pod svým jménem nazvané In the Gloryland. Během své kariéry spolupracoval s dalšími hudebníky, mezi které patří Ken Peplowski, Steve Lacy, Greg Cohen nebo Paul Motian. Zemřel na infarkt ve svých jednasedmdesáti letech.